# Візма Белшевіца
Візма Белшевіца (латис. Vizma Belševica; 30 травня 1931, Рига — 6 серпня 2005, там само) — латвійська поетеса, прозаїк, драматург, кіносценарист, перекладач з української та англійської літератури.

## Життєпис
Візма Белшевіца народилася в латвійській родині, її батько мав проблеми з алкоголізмом. Дівчинка зростала в Ризі та на фермі родичів в Курземе. 1948 року заочно закінчила Ризький технікум культури і просвітницької роботи. Дебютувала як поет 1947.
Закінчила Літературний інститут імені Горького в Москві (1955 — 1961).
Перша книга віршів вийшла 1955. Вірші Візми піддавалися жорстокій цензурі, сама вона тривалий час пішла з публічного літературного життя. Поряд з цим її книги публікувалися у Швеції, Фінляндії, Великій Британії, Франції, США та інших країнах, загалом вони перекладені 40 мовами світу.
За незламний безкомпромісний характер її поважає вся Латвія, сама письменниця писала про себе за тодішньої влади так: — «… Щастя і муки мої. Кара і шана. Вірую, що віра тільки єретикам дана». Радянська влада «помітила» Белшевіцу лише з настанням Перебудови. Після відновлення незалежності Латвії Візма Белшевіца не дуже переймається громадською й публічною діяльністю, хоча у 1988—1990 роках очолювала Ризьке відділення Латвійського ПЕН-клубу.
Померла після тривалої хвороби.
Обидва її сини Клавс і Яніс (за прізвищем чоловіка — Елсберґси) також письменники, вони є помітними поетами Латвії.

## Творчість
Крім поезії, займалася перекладами з англійської (Шекспіра, Томаса Еліота), з італійської (Данте), російської (Пушкін) та української мов. В радянській Латвії вийшли друком поетичні збірки Миколи Вінграновського та Івана Драча в її перекладі. У 1990-х роках опублікувала романну автобіографічну трилогію — «Білле», «Білле живе далі» та «Прекрасна молодість Білле».
За новелою Белшевіци було знято фільм Все через цю шалену Пауліну (1979), який набув великої популярності в Латвії.
На її вірш Імантс Калниньш написав відому пісню «Dūdieviņš».

## Визнання
1990 року Візма Белшевіца була обрана почесним членом Академії науки Латвії. Неодноразово отримувала в Латвії та за кордоном престижні літературні премії (премія Томаса Транстремера, 1998 та інші). Кавалер Ордену Трьох Зірок.